# Auxis
Auxis — рід окунеподібних риб родини скумбрієвих (Scombridae).

## Поширення
Представники роду поширені у тропічних та субтропічних морях та океанах по всьому світі.

## Палеонтологія
Рештки роду знайдені у пліоценових відкладеннях США та Італії.

## Види
Рід включає чотири види:
- Auxis brachydorax Collette & Aadland, 1996
- Auxis eudorax Collette & Aadland, 1996
- Auxis rochei Risso, 1810
- Auxis thazard Lacépède, 1800